# Euxoa cartagensis
Euxoa cartagensis är en fjärilsart som beskrevs av William Schaus 1911. Euxoa cartagensis ingår i släktet Euxoa och familjen nattflyn. Inga underarter finns listade i Catalogue of Life.